# Chevalier Paul (frégate)
Cet article concerne une frégate française. Pour le marin éponyme, voir Chevalier Paul. Pour les autres navires du même nom, voir Chevalier Paul (navire).
La frégate Chevalier Paul est une frégate de défense aérienne, navire-jumeau du Forbin, de la classe Horizon de la Marine nationale. Son indicatif visuel est D621.
Ce type de navire a pour principale mission l'escorte et la protection d'un groupe aéronaval constitué autour d'un porte-avions, généralement le Charles de Gaulle de la Marine nationale ou l'un des porte-avions de l'US Navy, ou d'une opération amphibie menée par des porte-hélicoptères amphibies. Sa spécialité est le contrôle de la circulation aérienne en zone de guerre mais il peut également intervenir dans un contexte de crise (évacuation de ressortissants, renseignement, intervention de commandos), en protection de navires peu ou pas armés. Les frégates Horizon telles que le Chevalier Paul sont les plus puissants bâtiments de surface que la France ait jamais construits (à l'exception des porte-avions). Son indicatif visuel est D621. Il est en service depuis la fin de l'année 2011.
Son nom vient de Jean-Paul de Saumeur, chevalier Paul, capitaine de la marine royale né à Marseille en 1598.
Nantes (Loire-Atlantique) est la ville marraine de la FDA Chevalier Paul depuis le 17 mars 2012.

## Origine du nom: Le navigateur Jean Paul de Saumeur
Jean-Paul de Saumeur, dit le Chevalier Paul (1598-1667), est un navigateur français. Issu d'une famille catholique et bourgeoise du Dauphiné, il est le fils d'Elzias Samuel et de Jeanne Riche.

## Historique
Ce navire est réceptionné par la Marine nationale en décembre 2008 et il est basé dans le port militaire de Toulon.
Il effectue le premier tir d'un missile MM40 Block3 par un navire de la marine française le 17 mars 2010.
Il effectue sa première traversée longue durée à partir du 18 mars 2010 devant se terminer mi-juillet.
Admis au service actif le 10 juin 2011, il est engagé trois jours plus tard dans l'opération Harmattan, la contribution française à l'intervention militaire de 2011 en Libye. Il assure la veille aérienne dans le golfe de Syrte et connait son baptême du feu en bombardant au canon de 76 mm les positions pro-kadhafistes avec plusieurs centaines d'obus.
Fin août 2013, il est envoyé au large de la Syrie dans le cadre de la guerre civile syrienne.

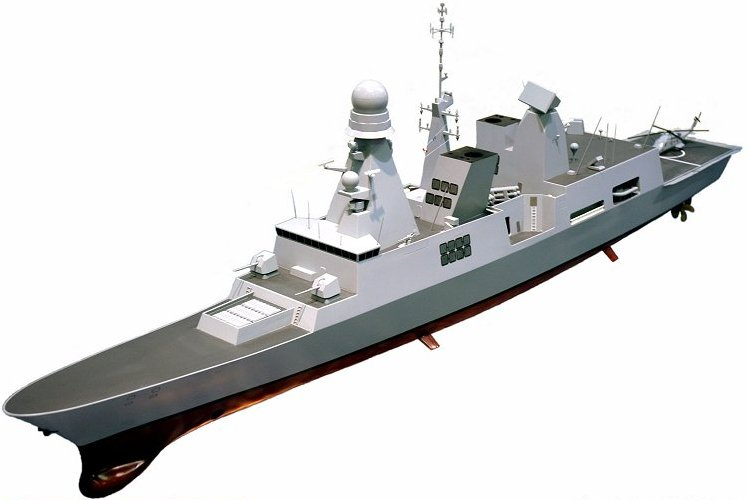
La maquette DCN (version française) de la frégate type Horizon Forbin en octobre 2004.

Le 23 février 2015, il rejoint le dispositif de l'opération Chammal afin de renforcer la position de la France dans la coalition contre l'EI. Il est une composante du groupe aéronaval du Charles de Gaulle, parti le 13 janvier de Toulon pour une mission d'environ cinq mois et il doit être engagé durant huit semaines dans le Golfe.
Le 18 novembre 2015, le Charles de Gaulle appareille et rejoint son groupe aéronaval dont fait partie le Chevalier Paul. Celui-ci est également constitué de la frégate La Motte-Picquet, de la frégate belge Léopold Ier, du destroyer britannique HMS Defender, du navire ravitailleur Marne et d'un sous-marin nucléaire d'attaque.
En mai 2017, elle termine son arrêt technique intermédiaire qui voit le remplacement des deux tourelles de 76 mm nommées «Hercule» et «Licorne».
Depuis son arrivée au service actif, son nom de code est "Power".
En 2024, le navire est déployé en Moyen-Orient lors de la crise de la mer Rouge. Le 22 août, il évacue l'équipage du tanker grec Sounion vers Djibouti, endommagé par une attaque des Houthis,. Pendant l'opération de sauvetage, le Chevalier Paul détruit un navire rempli d'explosif lancé contre le tanker à l'aide de ses canons Narwhal de 20 mm.

## Caractéristiques

Frégate de type Horizon.

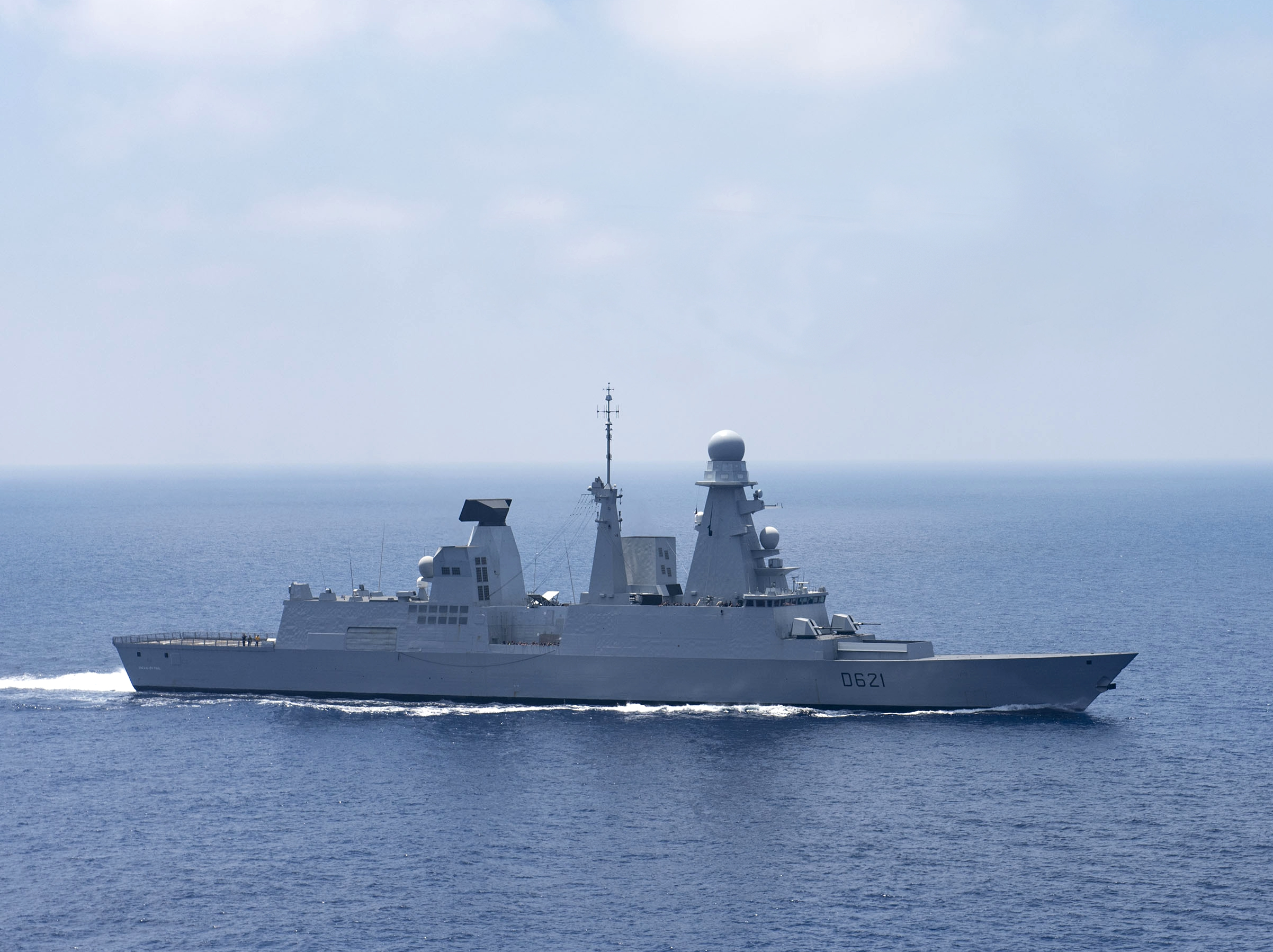
La frégate en mer le 15 juillet 2017.

Les sept premiers morceaux de coque montés sur la frégate Forbin, sont arrivés le 16 février 2004 à la DCN de Lorient. Ces éléments mesurent de 16 à 20 mètres de long, sur 7 mètres de haut pour un poids de 100 tonnes par anneau. La frégate est munie de stabilisateurs anti-roulis pour le confort de navigation mais également pour aider aux manœuvres d'appontage d'hélicoptère.
Les frégates du programme Horizon sont des navires dédiés au combat, par voie de conséquence exposé à des menaces lourdes. La frégate Chevalier Paul est donc conçue pour faire face aux menaces. Le navire est divisé en 12 sections étanches. Une brèche de 15 mètres ou plusieurs sections noyées peuvent être supportées sans entamer la navigabilité. La superstructure est théoriquement conçue pour évoluer dans des endroits très dangereux, tels que des zones littorales minées, et résister à une explosion sous-marine. Des systèmes d'amortissement supportent tous les équipements, non seulement pour réduire la signature acoustique produite par le navire, mais le cas échéant pour supporter les conséquences d'un impact.

### Galeries latérales
Pour améliorer sa résistance et sa capacité à évoluer en mode dégradé, par exemple à la suite d'un impact, les frégates Forbin et Chevalier Paul sont équipées de deux galeries techniques comme sur les frégates de type La Fayette, une sur chaque bord, qui courent sur toute la longueur du bâtiment. Ces galeries cloisonnées permettent à la fois d'absorber en partie l'impact d'une munition (torpille, missile), ou intégralement un tir de mitrailleuse lourde. Elles peuvent également permettre l'évacuation du personnel ou encore de faciliter l'intervention des pompiers qui peuvent l'utiliser pour contourner un incendie. La présence de ces galeries sur les deux bords rend le navire extrêmement souple à gérer en cas de crise.

### Furtivité

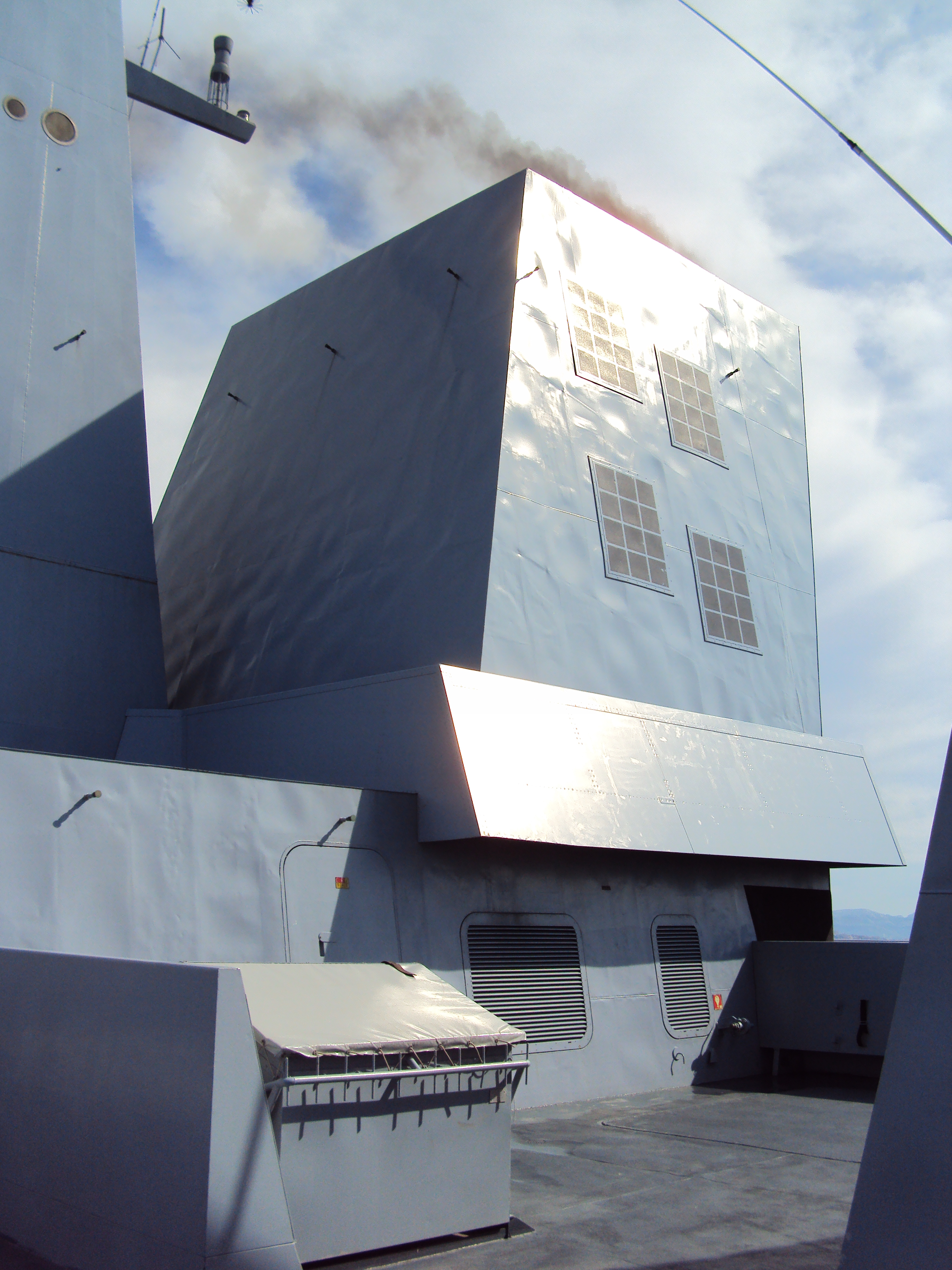
Les deux cheminées du Forbin sont munies d'un système de refroidissement des gaz pour réduire la signature infrarouge du navire.

Les frégates de défense aérienne les plus récentes bénéficient des études menées par la DCNS en matière de furtivité. Sur un écran radar, des navires de plus de 130 mètres tels que le Forbin et le Chevalier Paul ont une signature équivalente à celle d'un chalutier d'une vingtaine de mètres. Pour réduire leur signature radar, les navires de classe Horizon, utilisent plusieurs techniques. L'utilisation de superstructures inclinées, ou l'emploi de matériaux composites font partie de ces techniques. On notera qu'il a été décidé de ne pas recourir à l'utilisation de matériaux absorbant les ondes radar, qui auraient permis de réduire encore la signature, afin de réduire les coûts. Le principe finalement retenu consiste non pas à empêcher la détection mais à rendre l'interprétation d'un signal radar impossible. Un traitement spécial a été mené sur les cheminées, afin de réduire les émissions infrarouges en réduisant la température des gaz évacués.

### Protection NRBC
Dans le cadre de menace nucléaire, radiologique, bactériologique et chimique (NRBC), le Chevalier Paul bénéficie d'un ensemble de dispositifs de protection. Le navire peut être entièrement isolé mécaniquement de son environnement extérieur par fermeture des écoutilles et des portes étanches. La vérification de la totalité du verrouillage du navire est assurée par des capteurs dont l'état peut être visualisé sous forme centralisée, sur les consoles de bord. Un système de code d'état à six niveaux et trois couleurs (rouge pour l'isolement complet, portes verrouillées, jaune, ou vert pour liberté de circulation) en vigueur sur le navire permet de choisir le niveau d'isolement de la frégate. Le système de recyclage d'air interne peut également être utilisé pour créer une surpression, ajoutant à la protection mécanique une protection contre l'air extérieur. Pour finir, un ensemble d'asperseurs d'eau parsème la coque du Chevalier Paul. Il peut être activé pour assurer le lessivage du navire et limiter les effets d'une contamination. Un sas de décontamination est situé à l'arrière du navire pour permettre le traitement du personnel victimes d'une contamination NBC.

## Équipement et système d'armes
Le Chevalier Paul a pour mission principale d'assurer depuis la mer le contrôle de l'espace aérien. Dans le cadre d'un engagement, il peut surveiller et coordonner un trafic comportant des centaines d'avions militaires issus de Forces armées différentes et mêlées à des trafics aériens civils. Il peut aussi travailler dans le cadre d'une mission de sauvegarde aérienne et notamment la protection des points d'entrée, par exemple sur une zone de combat ou dans le cadre d'un sommet de chefs d'État.

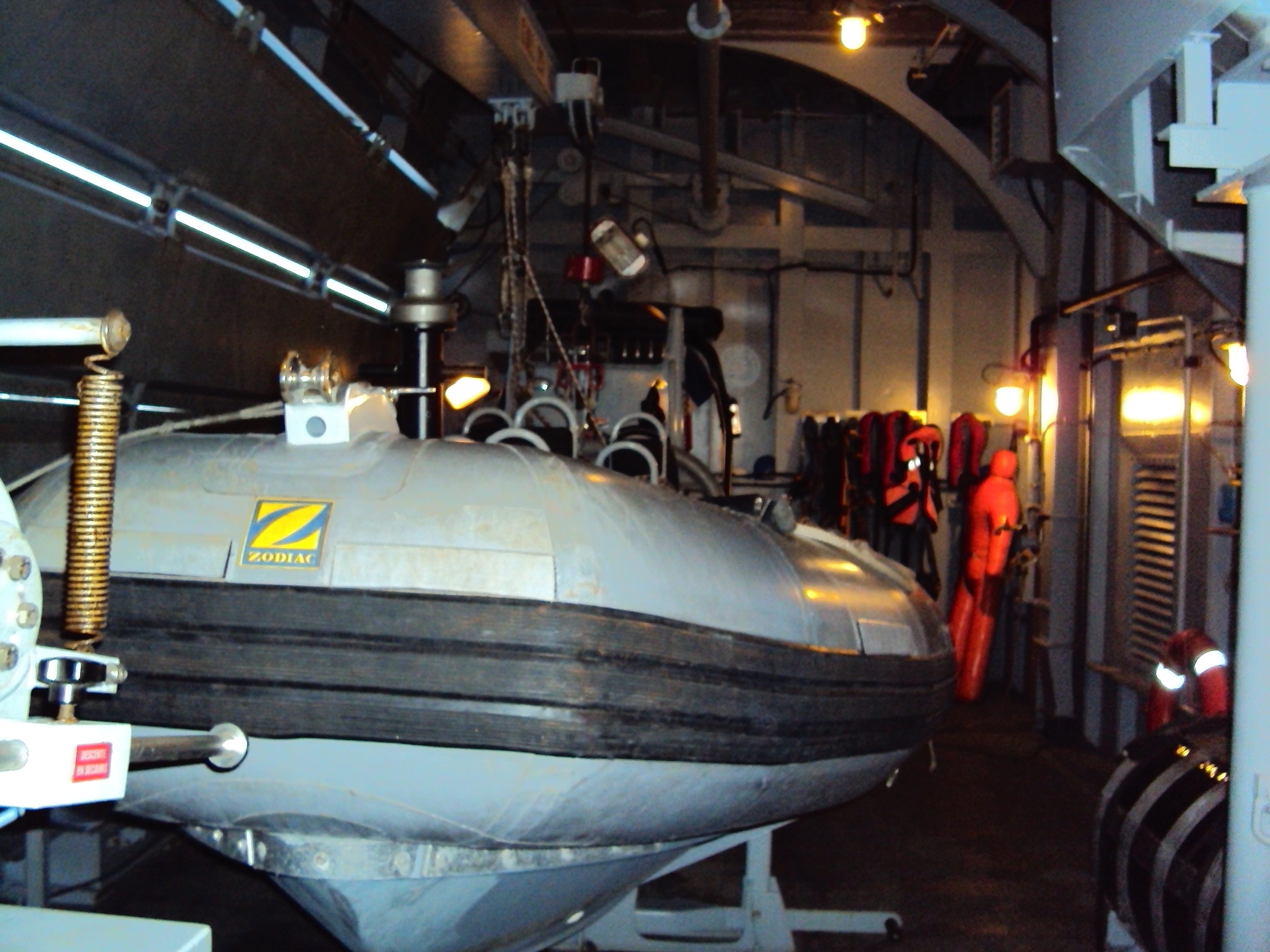
Un des bateaux pneumatiques de la drôme du Forbin, dans son emplacement tribord

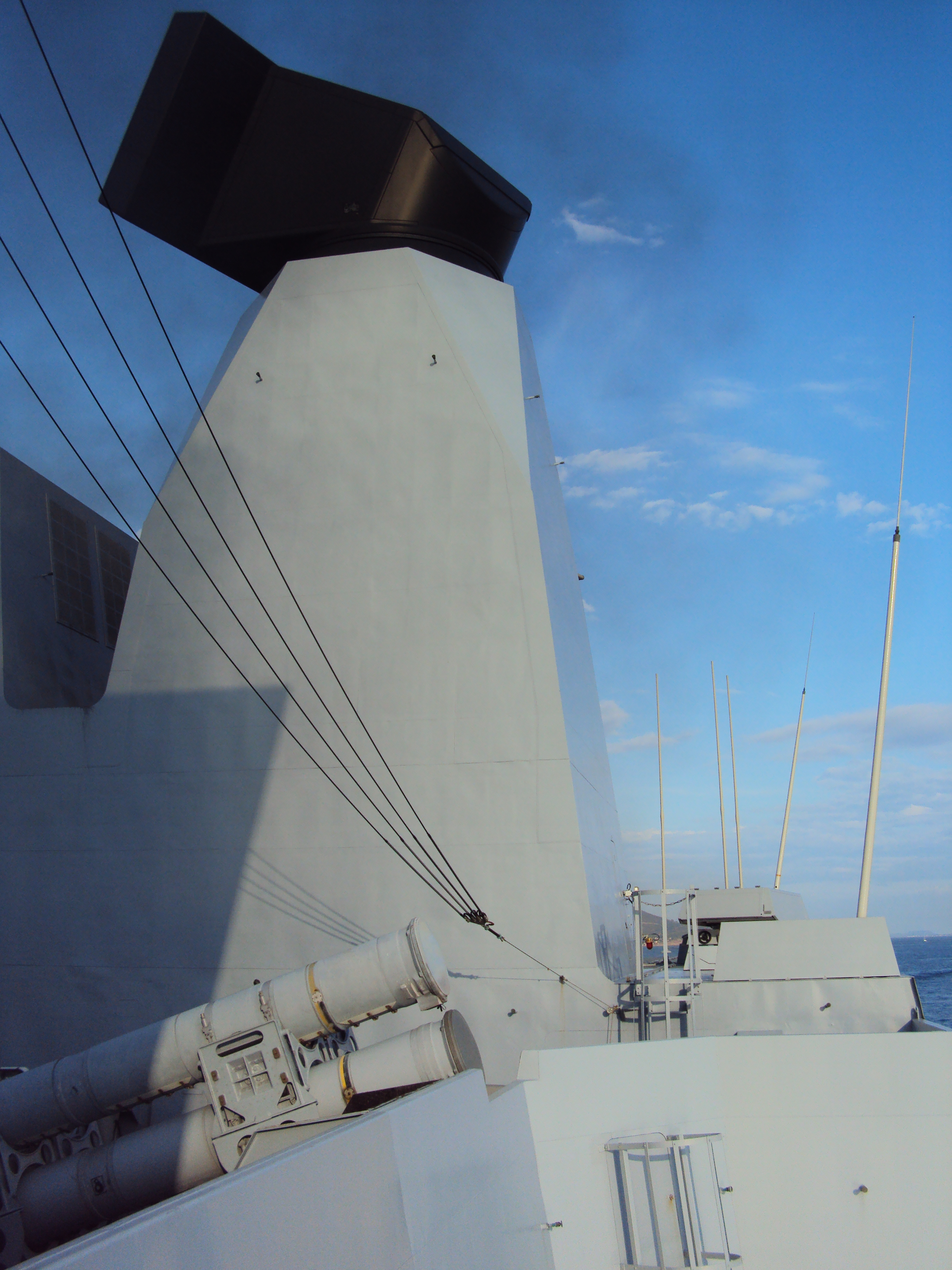
Radar de veille air tridimensionnel S-1850

En plus d'assurer la protection d'une flotte ou d'un porte-avions, la frégate doit également prendre en charge sa propre protection, et donc suivre l'évolution de la situation navale en surface et sous la mer. Pour répondre à tous ces besoins, le Chevalier Paul a été doté d'un système d'information puissant et modulable, couplé à des capteurs et des systèmes d'armes performants. Le Chevalier Paul est en mesure de surveiller avec ses capteurs, une aire de 400 km de diamètre. C'est également une frégate robuste conçue pour fonctionner en mode dégradé dans un environnement de crise et capable de se défendre dans de nombreuses configurations.
Outre ses capacités de gestion de théâtre d'opération via son système de combat, le Chevalier Paul est également muni d'installations aéronautiques pour l'emport et l'appontage d'hélicoptères, ainsi que d'une drôme, dont une partie est dédiée aux forces d'intervention (bateaux pneumatiques et embarcations légères).
L'équipement est composé comme suit :
- Énergie et propulsion
  - Motorisation : deux turbines à combustion GE-Avio LM2500, 2 moteurs Diesel SEMT Pielstick 12 PA6 STC ;
  - un propulseur d'étrave, deux hélices à cinq pales de (4,80 m de diamètre, 17 800 kg) ;
  - Puissance : 50 000 ch (25 000 × 2) ou 11 750 ch (5 875 × 2) ;
  - Usine électrique : 4 diesel-alternateurs Isotta Fraschini VL 1716 T2 ME ;
  - Vitesse maximale : 30 nœuds[15] (18 nœuds en propulsion Diesel) ;
  - Autonomie : 7 000 nq à 18 nœuds, 3 500 nq à 25 nœuds;
  - Capacités : 45 jours+ d'autonomie en vivres, 600 t de gazole, 70 t d'eau douce, 30 m3 de TR5.
- Navigation
  - 2 radars de navigation SPN-753 ;
  - 2 centrales de navigation inertielle SIGMA 40 créées par Sagem[16] ;
  - 1 géonavigateur via GPS ;
  - 2 compas ;
  - 1 loch & 1 sondeur.
- Systèmes de communication
  - 1 Syracuse III , 3 Inmarsat B, E/R HF, E/R VHF, E/R UHF, 1 téléphone sous-marin, NOCR, DTS, MIDS, Athréis et une architecture de mise en œuvre d'un réseau tactique multiliaisons composé des Liaison 11, Liaison 16, du JREAP C[17] et potentiellement de la Liaison 22 ; une fonction de transfert d'informations permet le fonctionnement dans un réseau logique unique, conformément au concept de guerre en réseau ou NCW.
- Guerre électronique
  - 1 détecteur de radars, 1 intercepteur-goniomètre de transmissions Élite, 1 équipement de veille infrarouge DIBV-2 A VMB, 1 dispositif de guerre électronique d’autodéfense à base de lance-leurres (système NGDS), 1 brouilleur de radars, 1 brouilleur de communications, 1 système de lutte anti-torpilles (système Contralto). L'engagement des frégates Forbin et Chevalier Paul en pendant la guerre l'opération Harmattan en 2011 a montré la capacité à brouiller loin et longtemps les systèmes de détection adverses[18].
- Systèmes de détection
  - 1 radar de veille air tridimensionnel S-1850M version française du SMART-L LRR [18],[19] et IFF associé TNNL qui permettent la surveillance de 2 000 pistes sur un rayon de 60 km contre les bâtiments de surface, 480 km contre les aéronefs, >65 km contre les missiles de croisière[20] et 2000 km contre les missiles balistiques [21], 1 sonar de coque ABF TUS 4110 CL, 1 antenne linéaire remorquée avec détecteur de torpilles Alto.

### Système d'armes
Le programme Horizon dont est issue la frégate Chevalier Paul se distingue par de nombreuses nouveautés et équipements. En matière de missiles, les frégates Horizon sont équipées des nouveaux missiles Aster 15 et 30 et des Exocet MM40 Block 3C offrant des possibilités d'attaque contre des objectifs terrestres côtiers.

#### Missile Aster
Les missiles Aster constituent le principal système d'armes du Forbin. Le navire est équipé de 32 missiles Aster 30 et de 16 missiles Aster 15, logés dans des silos verticaux de type Sylver A50, implantés sur la plage avant. Un système d'armes antiaérien principal PAAMS (Principal Anti-Air Missile System), associé à un radar multifonction EMPAR fonctionnant en bande C, contrôle le lancement et le suivi de la cible.

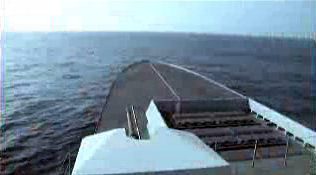
Vue sur le pont avant et ses silos pour missiles Aster

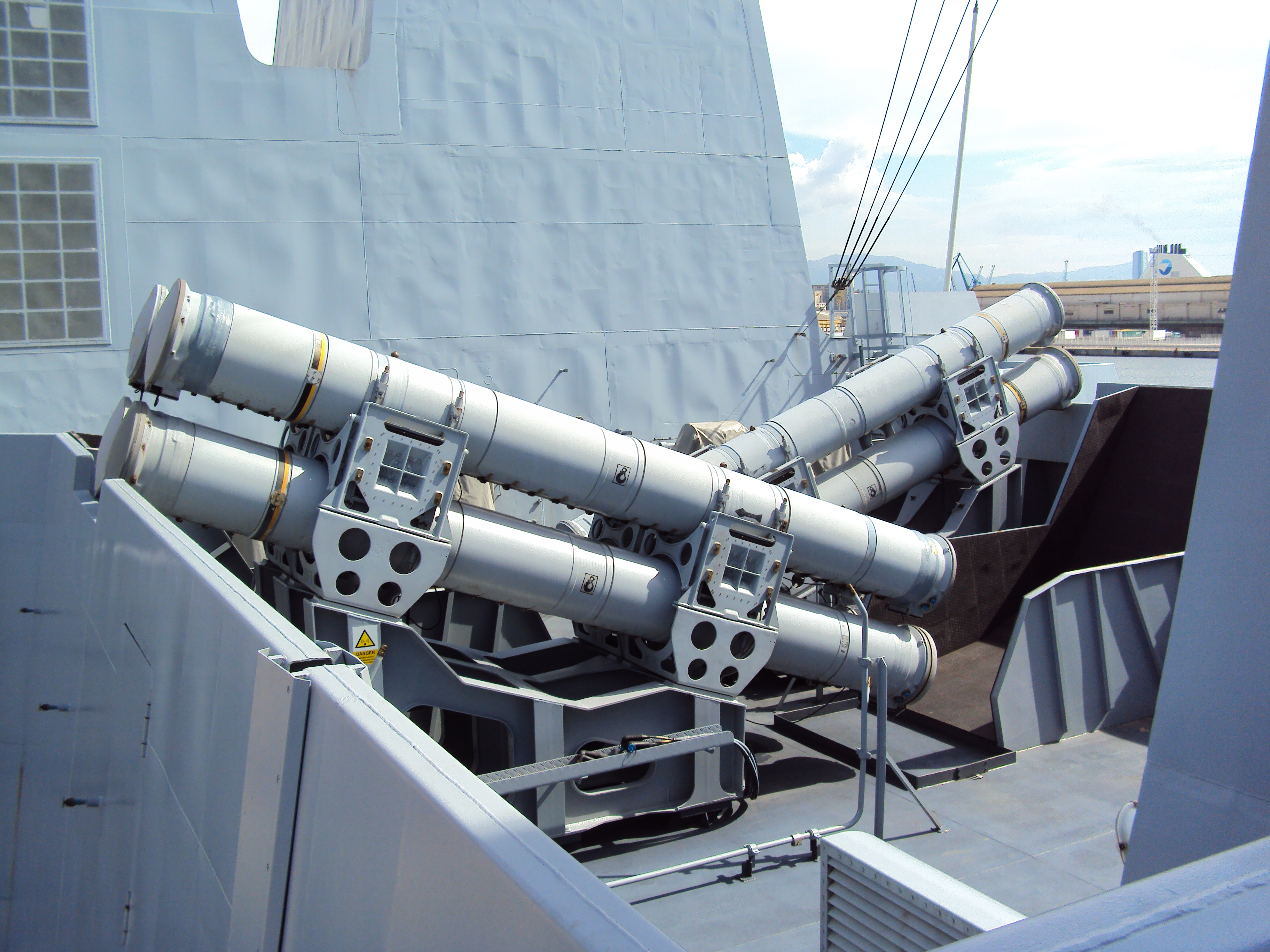
Plateforme de lancement des missiles Exocet MM40 block 3

Le premier lancement d'un Aster 30 contre une cible depuis le Forbin a eu lieu en novembre 2008 au large de Toulon. C'était le premier tir de cet engin depuis une frégate. Les précédents lancements d'Aster 30 depuis la mer avaient été réalisés depuis une barge britannique et du navire d'essais italien Carabiniere. Le missile a été tiré contre une cible aérienne depuis le bâtiment en évolution au large du centre d'essais et de lancement du Levant, opéré par la DGA. Les missiles Aster 30 de la frégate de défense antiaérienne sont le second rempart de protection du groupe aéronaval, après les chasseurs Rafale, et assurent une protection à 360° à une distance de 100 kilomètres contre les avions et 30 kilomètres contre les missiles antinavires supersoniques rasants et manœuvrants en service ou en développement. La Marine nationale a montré avec la frégate Forbin sa capacité à détruire un missile supersonique (3 000 km/h) manœuvrant (SS-N-22, AS-17, BrahMos) et à une altitude de moins de 5 mètres au-dessus de l'eau en abattant un GQM-163 Coyote,. Les missiles Aster 15 de la frégate de défense antiaérienne (ou du porte-avions Charles de Gaulle) sont le troisième rempart du groupe aéronaval et assurent une protection à 360° à une distance de 30 kilomètres contre les avions et 15 kilomètres contre les missiles antinavires (le quatrième et dernier rempart est constitué des missiles MISTRAL d'autodéfense et de l'artillerie de chaque bâtiment.

#### Missile Exocet MM40 Block 3C
Le Forbin embarque huit missiles Exocet mer-mer installés sur le pont supérieur au milieu du bâtiment. C'est la version MM40 Block 3C la plus récente du missile Exocet qui a été sélectionnée. Il peut opérer à une distance de plus de 180 kilomètres de son objectif. Cette évolution du célèbre missile mesure 5,8 mètres pour un diamètre de 35 centimètres et sa masse est de 740 kilos. Il est plus petit que la précédente version, tout en étant plus léger (870 kilos pour la génération précédente). Sa vitesse maximale est de 900 km/h. Il est propulsé par un turboréacteur, guidé par le système de géolocalisation Global Positioning System (GPS) et peut opérer contre des cibles terrestres côtières.

#### Autres armements
- Dans le cadre des principes définis dans le concept de guerre en réseau ou NCW (Network Centric Warfare), le Forbin dispose de la capacité de contrôler en liaison 16 des plates-formes Non-C2 (essentiellement des Dassault Rafale) ; une fois sous son contrôle, les plates-formes Non-C2 font entièrement parties du système d'armes de la frégate, où elles agissent en tant que senseurs et armes du système de combat. Ceci signifie, par exemple, qu'un missile embarqué sur un avion Rafale, intégré par liaison 16 au Forbin, peut être tiré sur ordre d'un opérateur situé sur le navire, sans aucune intervention du pilote.
- Conduite de tir : 1 radar multifonction tridimensionnel EMPAR associé au système d'armes antiaérien principal PAAMS (Principal Anti-Air Missile System), 1 conduite de tir MSTIS (radar AMS NA25 XP), 2 conduites de tir optronique Vigy 20, 2 postes optroniques Sofresud.
  - 2 systèmes Sadral de lancement de missiles Mistral
  - 2 tourelles avec canon OTO-Melara de calibre 76 mm totalement automatisées, mises en œuvre à partir du Central Opération, et permettent une cadence de tir de 60 à 120 obus par minute. Chaque tourelle, d’une masse de 5,5 tonnes, est gyrostabilisée, afin de pouvoir maintenir sa position malgré les mouvements du bâtiment. Elle dispose d'un barillet contenant 60 obus qui peut être servi en temps réel par des servants récupérant les munitions arrivant depuis la soute à munitions via un ascenseur. Plus de 1 000 obus de différents types (tir contre terre, contre surface ou antiaérien) sont stockés.La portée maximale est de 13 kilomètres contre les cibles de surfaces[18].
  - 2 tubes lance-torpilles MU90 : ces torpilles peuvent être tirées depuis le Forbin, ou embarquées sur l'hélicoptère NH90
  - 2 canons manuels de calibre 20 mm modèle F2 remplacés en 2019 par 3 canons automatiques Narwhal 20B de calibre 20 mm[26]

### Combat Management System (CMS)
Le Forbin a été équipé d'un système d'information, le Combat Management System (CMS), utilisable depuis un Central Opération logé derrière la passerelle. Une vingtaine de consoles équipent ce central. Les consoles donnent une vue de la situation tactique en utilisant les capteurs du navire (radar, sonar). Ce système peut également interopérer avec les éléments fournis par les capteurs d'autres forces navales, aériennes (avions de combat, Awacs) via des systèmes de transmission de données. Le système de combat du Forbin permet au navire de prendre le statut de plate-forme C2. Ces plates-formes participent à l'élaboration de l'image tactique commune d'une force, en utilisant la Liaison 16.
C'est ce genre d'interopérabilité qui a été testé et mis au point lors de la première année de navigation du Forbin. Le CMS est également chargé de la mise en œuvre des mesures de guerre électronique, et d'écoute, interception de communications radio ou système de détection sous-marine.

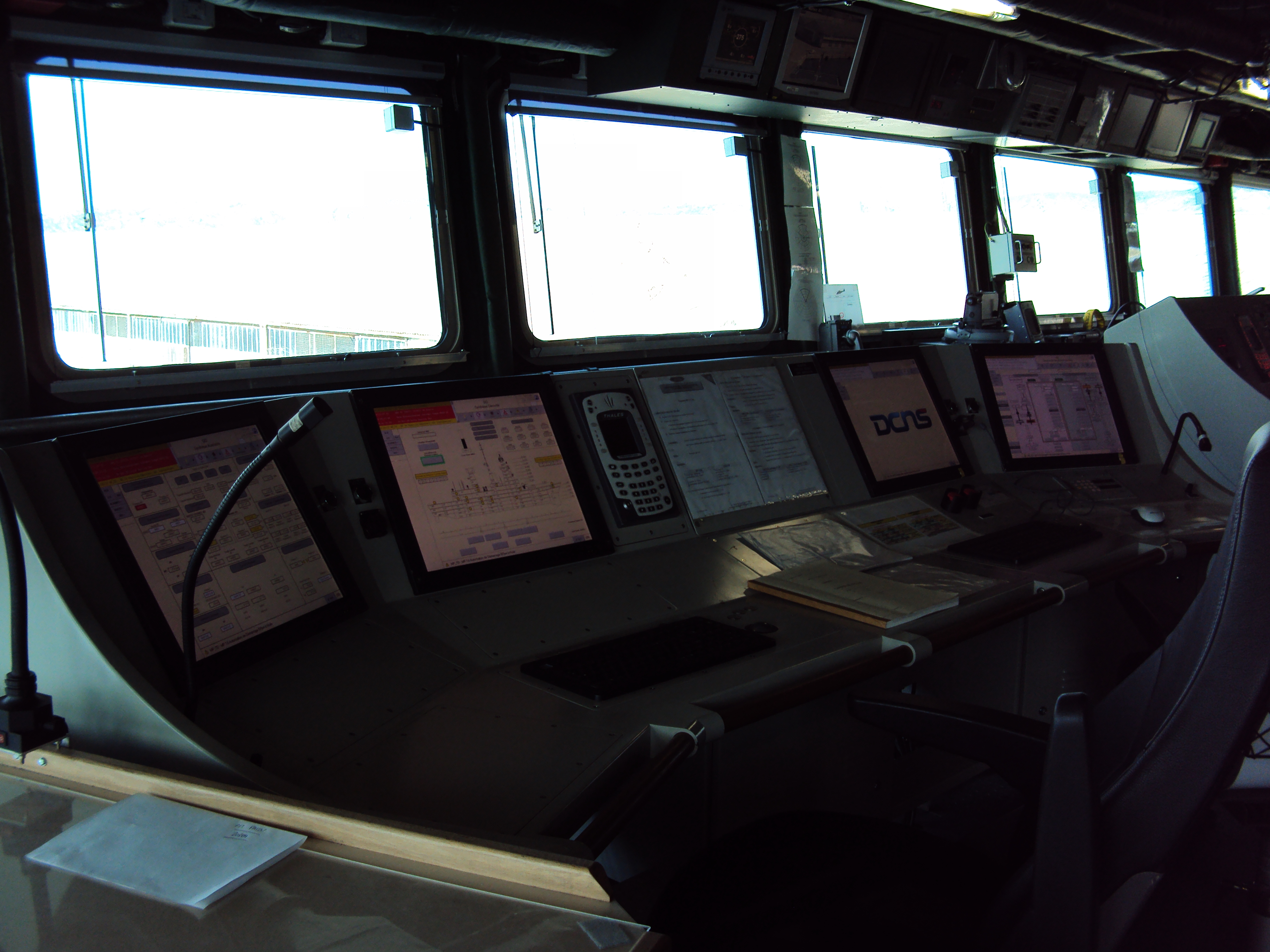
Console de gestion sur la passerelle du Forbin.

Ce système de combat conçu spécialement pour les frégates Horizon comprend 22 modules logiciels, 20 consoles, 10 calculateurs et un million de lignes de codes. Le système doit permettre de gérer les armes, mais aussi d'assurer les liaisons tactiques et permettre l'analyse des informations transmises par la dizaine de senseurs situés sur le navire. Le CMS fonctionne avec des consoles totalement reconfigurables via un réseau administrable : ce qui signifie que tout opérateur peut accéder aux modules logiciels qui lui sont attribués depuis n'importe quelle console. Environ 20 à 25 personnes sont nécessaires pour utiliser le système complet.
Dans le Central Opération du Forbin, une console est spécifiquement dédiée au commandant du navire. Une salle dite de conduite de crise, est également présente. Elle est attenante au Central Opération, et également munie d'une console. Elle permet de recevoir un état major complet susceptible d'utiliser le Forbin en tant que centre de commandement pour une force projetée. Une console est également installée sur la passerelle du navire.
Grâce à la mise en réseau du système, il a été possible de prévoir — pour réduire la vulnérabilité du navire — une seconde salle équipée de trois consoles et située en un autre emplacement du navire qui peut être utilisée en tant que Central Opération de repli, en cas de destruction du Central Opération principal. La frégate doit être en mesure, avec ces trois consoles, de continuer de se défendre et de rentrer au port.
Les performances des radars embarqués sur le Forbin associés à la puissance de calcul du CMS doivent permettre de détecter en un temps très court une menace dissimulée dans un trafic aérien très dense. Le système doit analyser le trafic, trier les avions de ligne et les appareils alliés d'éventuels échos hostiles. Aucun système d'arme du Forbin n'est piloté automatiquement par le CMS : les tirs doivent obligatoirement être validés par une intervention humaine.

### Installations aéronautiques
Le Forbin peut embarquer et assurer la maintenance d'un hélicoptère grâce à une plate-forme et un hangar largement dimensionnés. La frégate ne bénéficie pas d'une affectation de moyen héliporté fixe. Elle peut se voir attribuer un appareil et son équipe de servants (équipage et mécaniciens) selon les besoins des missions. Lors des opérations menées avec la Task Force 50, le Forbin a accueilli un hélicoptère Panther et recevait quotidiennement un SH-60 américain.

Le Forbin est prévu pour la mise en œuvre en toutes conditions d'un hélicoptère lourd de classe NH90. Cet hélicoptère est destiné à remplacer les Super Frelon (version transport) et les Lynx (dans leur version anti-sous-marine), et doit être livré à 27 exemplaires à la marine à partir de 2009.
Le contrôle de la zone d'appontage située à l'arrière du navire est assuré par le secteur Avia. Le secteur Avia est considéré comme l'un des éléments nécessaires à la mise en œuvre du système d’armes que constituent l’hélicoptère et son équipage, et à ce titre, il s'agit d'un poste de combat.
Le hangar peut être utilisé pour les réceptions et les présentations. Le Forbin, de par sa configuration furtive, disposant de peu d'espace extérieur pour la circulation de l'équipage, sa plateforme d'appontage est fréquemment utilisée pour les activités physiques et de détente.
- Caractéristiques de la plateforme Avia
  - 1 plate-forme d'appontage de 530 m2 (26,5 × 20), 1 hangar de 180 m2 (12 × 15 m), 1 radar DRBN 38 Decca Bridgemaster E250, 1 système de manutention Samahé, 1 balise TACAN.

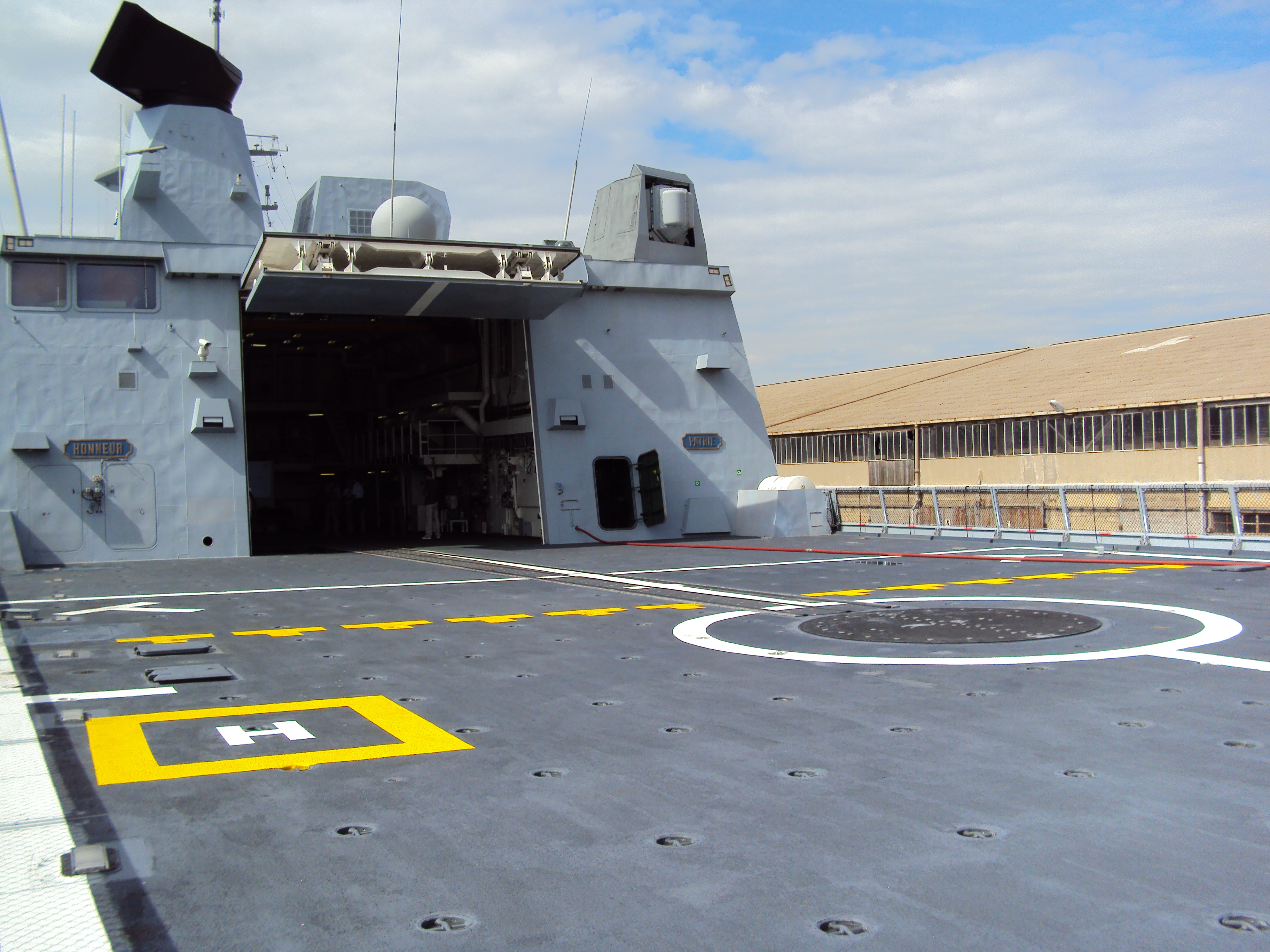
Vue de la plateforme hélicoptère.
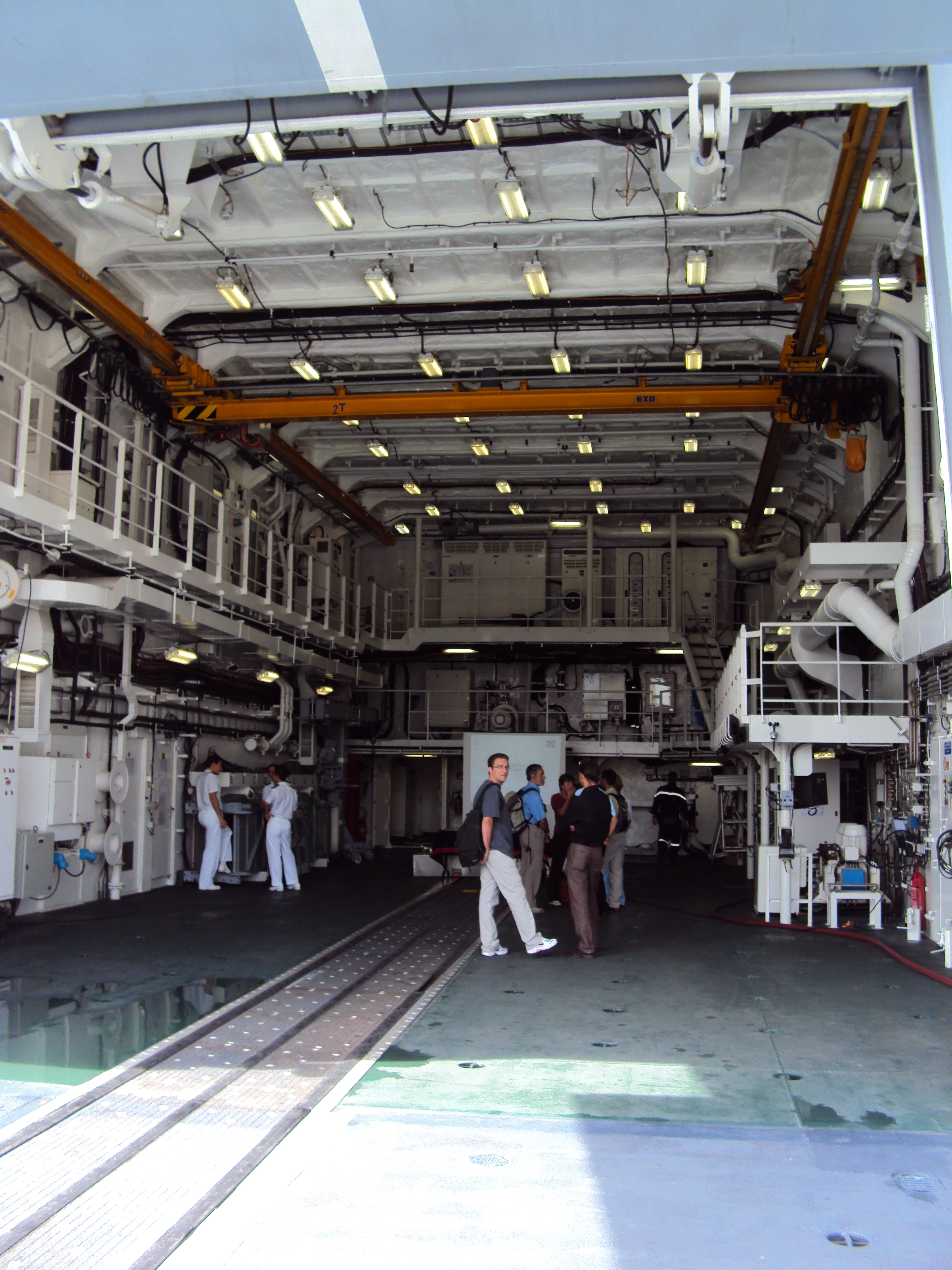
Le hangar à hélicoptères.
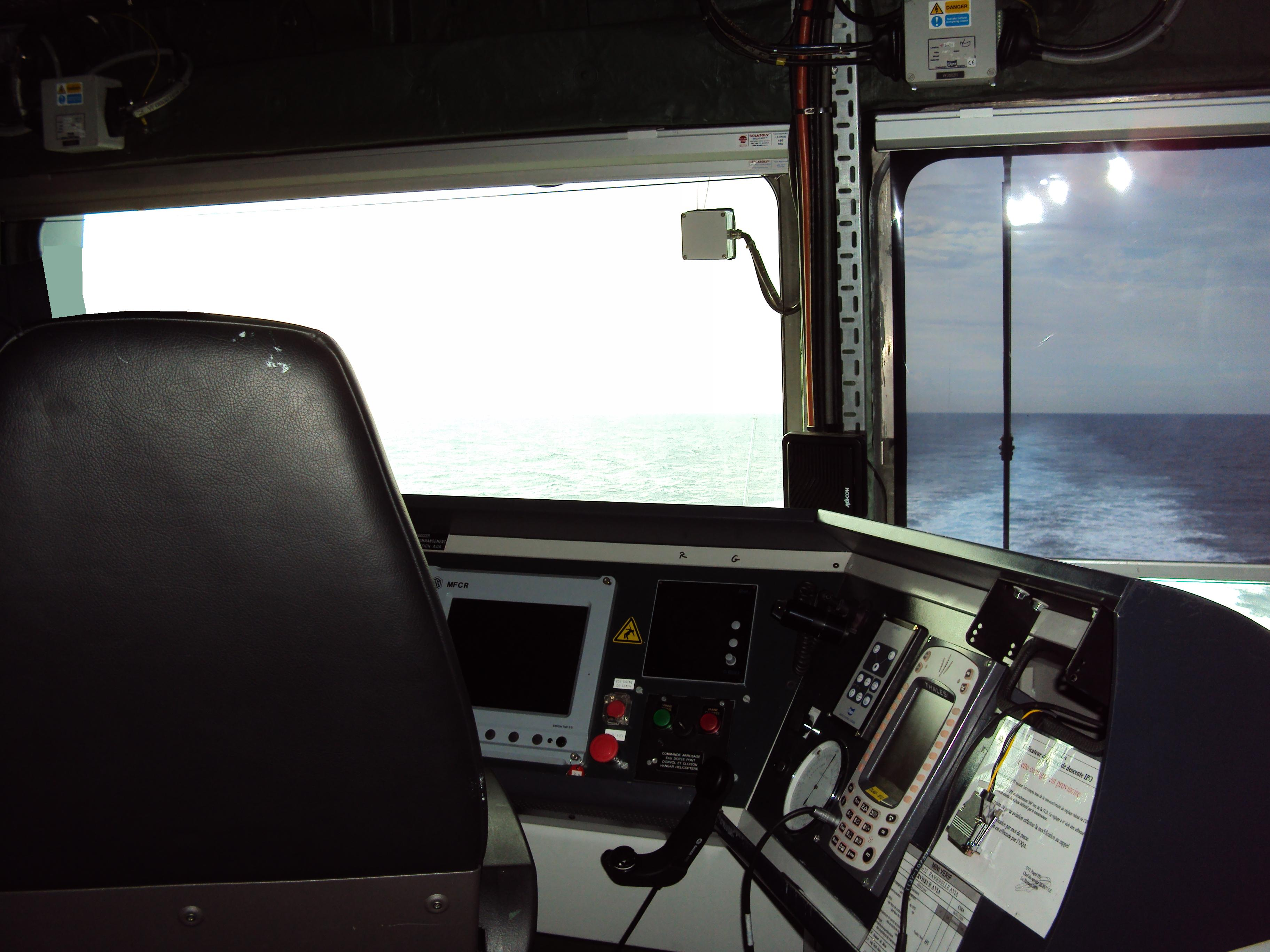
Le poste de contrôle Avia.
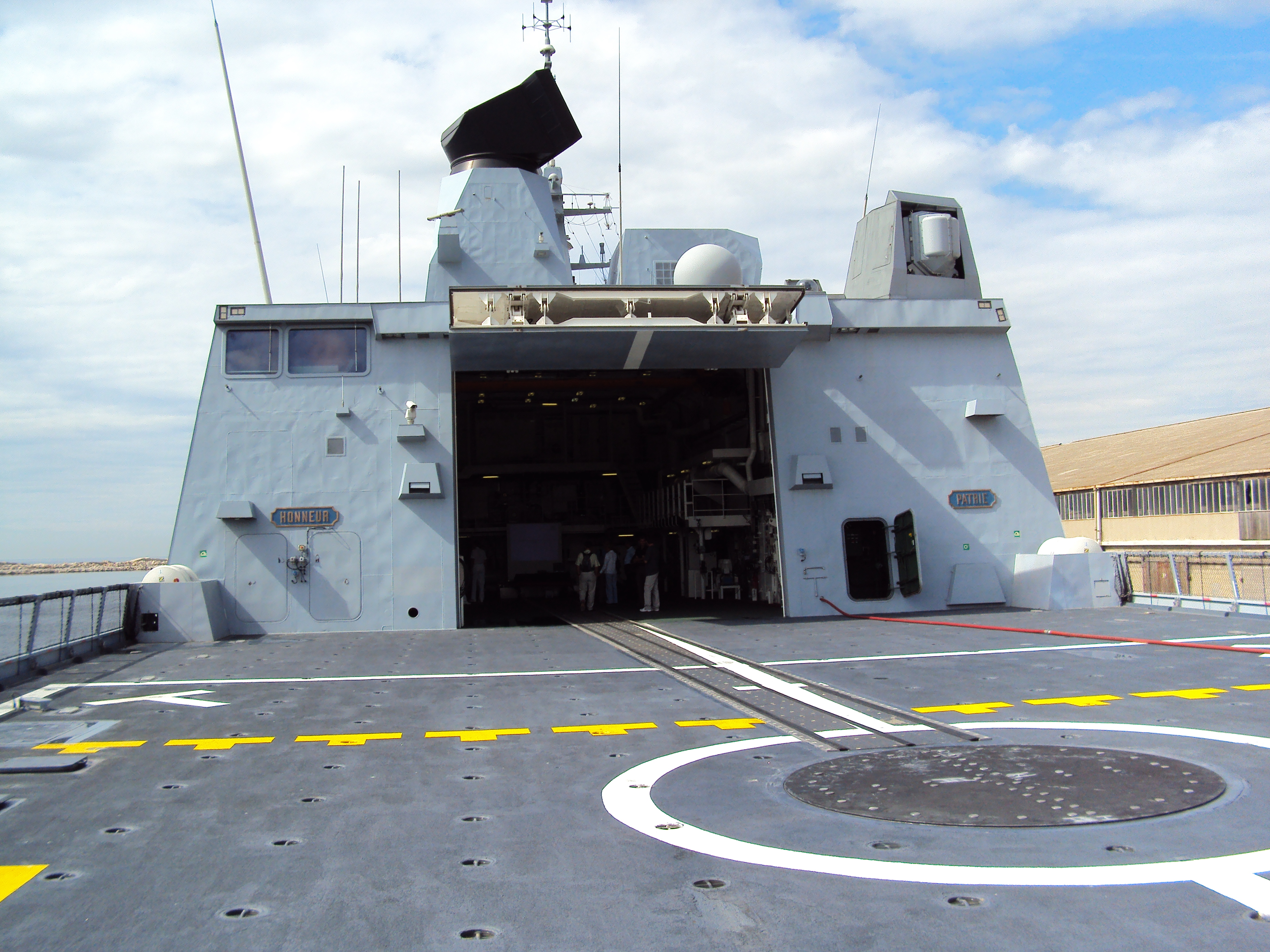
Vue de la plateforme hélicoptère.

## Campagnes d'essais et de mise au point

### novembre 2007: traversée de longue durée
La première sortie à la mer du Chevalier Paul a eu lieu en novembre 2007. Deux ans plus tard, la Marine réceptionnait le navire.

### 5 mai 2009: rencontre des Classe Horizon et revue navale
Le 5 mai 2009, les quatre frégates Horizon de la marine nationale, et de la marine italienne se rencontrent au large de La Spezia en Italie. Le Forbin est pour la première fois au côté du second navire de classe Horizon, le Chevalier Paul, dans la base navale de la Spezia. Il y reste amarré jusqu'au 7 mai au soir. L’escale est également l'occasion de poursuivre les travaux de finition du Forbin et d’embarquer les munitions de 76 mm.
Le 8 mai 2009, à l'occasion du 64e anniversaire de la Victoire du 8 mai 1945, le Forbin participe à la revue navale qui se tient au large de Sainte-Maxime, dans le Var. Seize bâtiments sont présents, dont les plus récents tels que le BPC Mistral (où prend place le Président Nicolas Sarkozy), le BPC Tonnerre ,.
Lors de la démonstration des forces de projection : la frégate antiaérienne Cassard, le Forbin, le pétrolier ravitailleur Meuse, le transport de chalands de débarquements (TCD) Siroco et le bâtiment de projection et de commandement Tonnerre se présentent successivement par le travers du Mistral à petite allure (dix nœuds).

### 18 mars 2010: traversée de longue durée

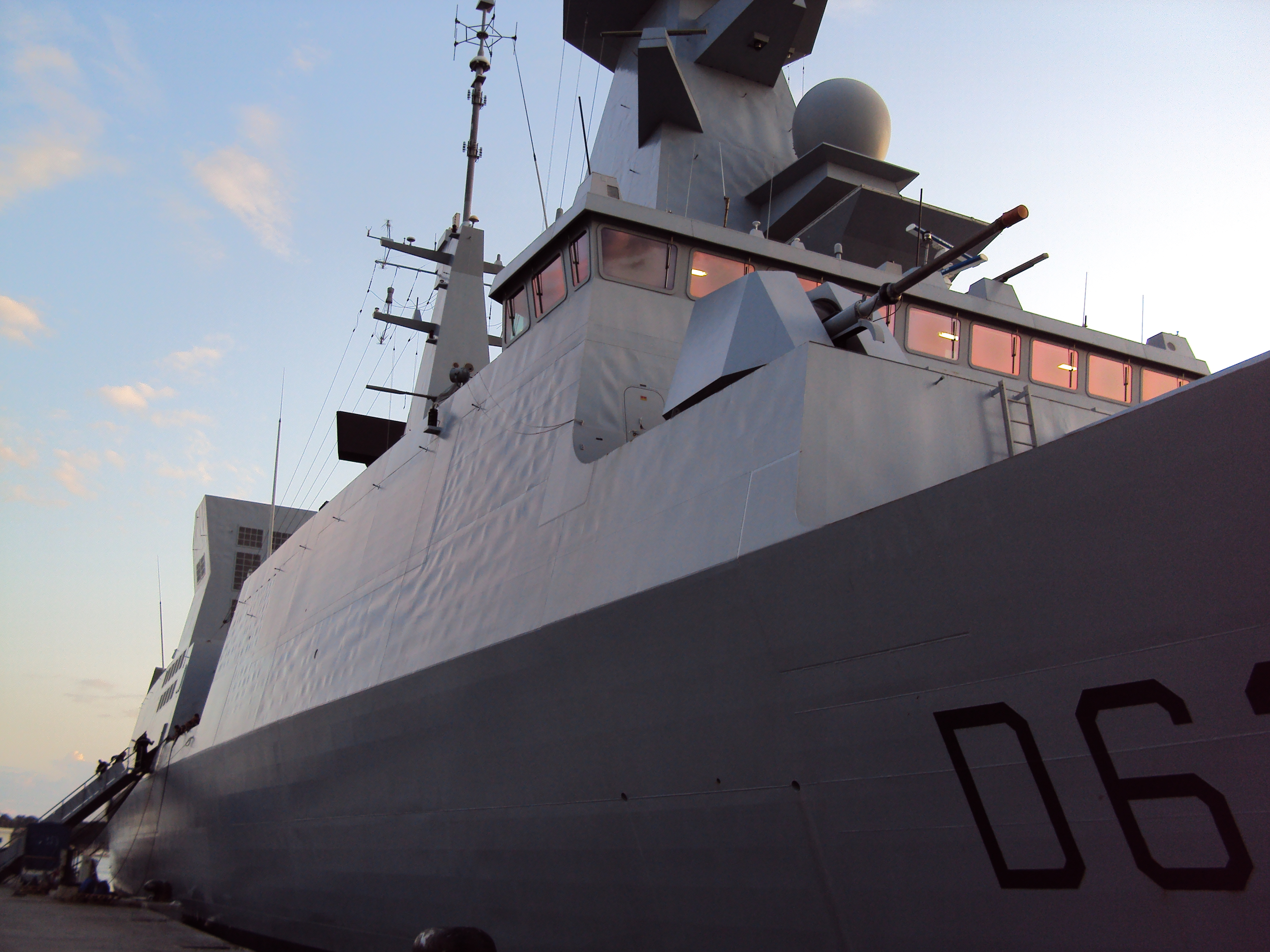
Le Forbin amarré à quai dans son port d'attache de Toulon

Le Chevalier Paul quitte pour la première fois Toulon où il est basé, pour sa première traversée de longue durée (TLD) le 18 mars 2010. Cette traversée de quatre mois a pour but de valider le bâtiment à la fois en eau froide et en eau chaude. Cette étape est cruciale pour évaluer le fonctionnement et les performances du navire et de ses équipements selon les deux conditions de navigations. Le type d'eau de navigation et de climat qui l'accompagne influe par exemple sur la propagation des ondes ou des dispositifs acoustiques (sonar).
Après sa sortie de Méditerranée via le détroit de Gibraltar, le Chevalier Paul remonte vers la mer du Nord et arrive en Russie. Une escale est, ainsi, prévue à Severomorsk fin mars/début avril.
Après les eaux glacées, le Chevalier Paul redescend en mer du Nord et participe brièvement à l'exercice OTAN Brillant Mariner (12 au 22 avril 2011), qui implique aussi le porte-avions Charles de Gaulle et le BPC Mistral. Puis la frégate traverse l'Atlantique pour gagner les États-Unis et le Canada, avant de redescendre au sud vers les Caraïbes, faire escale au Mexique et franchir le canal de Panama. Elle débute alors un tour de l'Amérique du sud et arrive normalement à Rio de Janeiro en juin 2011. Le Chevalier Paul retraverse ensuite l'Atlantique pour rejoindre le Maroc, puis retrouve, mi-juillet, la base navale de Toulon,.
Durant cette première mission, un hélicoptère Panther de la flottille 36F, accompagné de ses servants sont embarqués. C'est l'occasion de vérifier et valider le fonctionnement de la plateforme d'hélicoptère, les équipements de bord, et le poste Avia.

## Vie opérationnelle

### 2011:Opération Harmattan
Au début des opérations, il était aussi chargé de la protection du porte-hélicoptères d’assaut USS Kearsarge, bâtiment amiral de la force amphibie américaine alors déployée dans la zone, puis de la maîtrise des opérations aériennes et simultanément la protection des porte-hélicoptères amphibies Mistral et Tonnerre. Le Chevalier Paul est intervenu avec son artillerie de calibre 76 mm à quelques kilomètres des côtes Libyennes pendant l'opération Harmattan en 2011. Il a aussi brouillé les systèmes de détection adverses.

## Bâtiments ayant porté le nom de Chevalier Paul
Deux bâtiments de la marine nationale française ont porté précédemment ce nom :
- Un contre-torpilleur de la classe Vauquelin (1934-1941)
- L'escorteur d'escadre T47 Chevalier Paul, sixième d'une série de dix-huit escorteur d'escadre anti-aérien et anti-sous-marin (1956-1971. Coulé comme cible par des Super-Étendard Modernisés du porte-avions Clemenceau en mai 1987)[37]

## Distinctions
- Son fanion est décoré de la croix de guerre 1939-1945 avec trois palmes et porte la fourragère aux couleurs du ruban de la croix de guerre 1939-1945 avec une olive aux couleurs du ruban de la croix de guerre 1939-1945 au titre des actions du contre-torpilleur homonyme durant la Seconde Guerre mondiale.
- L'activité intense de la frégate durant l'Intervention militaire de 2011 en Libye y a ajouté la croix de la valeur militaire, attribuée le 29 juin 2012.
- Le 11 juillet 2012, Dominique, Prince de La Rochefoucauld-Montbel, président de l'association française des membres de l'ordre de Malte, a remis la croix de l'ordre souverain de Malte au fanion du bâtiment.
- Le 6 juillet 2016, à la suite de l'opération Arromanches 2 en Méditerranée orientale, la frégate reçoit la croix militaire belge[38].